# Paratrachea viridescens
Paratrachea viridescens là một loài bướm đêm trong họ Noctuidae.